# Руђано (Лече)
Руђано (итал. Ruggiano) је насеље у Италији у округу Лече, региону Апулија.
Према процени из 2011. у насељу је живело 530 становника. Насеље се налази на надморској висини од 132 м.